# Hortensia Popescu
Hortensia Popescu (n. 10 decembrie 1895, Craiova, România – d. 1972) a fost o pictoriță română.

## Biografie
S-a născut la Craiova pe data de 10 decembrie 1895, însă Caracalul de odinioară a cucerit-o prin arhitectura caselor vechi, astfel că a trăit aici vreme de 30 de ani, făcându-se cunoscută datorită lucrărilor sale. Datorită situației financiare precare Hortensia Popescu a fost nevoită să își abandoneze studiile, titulatura de „pictoriță„ obținând-o prin recunoașterea sacrificiilor sale precum și a talentului. Membră a comitetului de redacție al revistei „Domnul de rouă”, publicată între 1937-1939, se individualizează prin expozițiile care uimesc prin acuratețea imaginilor redate în alb-negru. După 30 de ani pleacă din Caracal în căutarea unei slujbe mai bine plătite. Profesorul Crăciun Patru păstrează legătura cu pictorița, invitând-o la Caracal pentru a expune. La înființarea Pinacotecii „Marius Bunescu„ de la Liceul Ioniță Asan donează câteva tablouri, iar pe altele le vinde pe sume modeste liceului pentru a dota pinacoteca. Tablourile din patrimoniul liceului sunt azi inestimabile. Decedează în anul 1972, dar tablouri precum „Țărănci cu coșuri” sau „Doi băieți” continuă să exprime talentul de excepție al Hortensiei Popescu.

## Sursa
- http://www.universulcaracalean.ro Arhivat în 10 iunie 2008, la Wayback Machine.